# Joseph Stockmar
Joseph Stockmar (1851 - 1919) was een Zwitsers politicus.
Joseph Stockmar was afkomstig uit de Berner Jura. Hij was lid van de Radicale Partij (voorloper van de huidige Vrijzinnig Democratische Partij). Stockmar was lid van de Regeringsraad van het kanton Bern.
Joseph Stockmar was van 1 juni 1882 tot 31 mei 1883 en van 1 juni 1889 tot 31 mei 1890 voorzitter van de Regeringsraad (dat wil zeggen regeringsleider) van het kanton Bern.